# Donny de Groot
Donny de Groot (Gouda, 16 agosto 1979) è un ex calciatore olandese, di ruolo attaccante.

## Carriera
Ha giocato nella massima serie olandese, cipriota e australiana.
Con l'Utrecht ha preso parte a 5 incontri di Coppa UEFA, mentre con il Newcastle Jets ha giocato 5 partite dell'AFC Champions League.

## Palmarès

### Club

#### Competizioni nazionali
- Coppa dei Paesi Bassi: 1

Utrecht: 2003-2004